# Chaos Walking (Film)
Chaos Walking ist ein Science-Fiction-Film von Doug Liman aus dem Jahr 2021. Der Film basiert auf dem Roman The Knife of Never Letting Go von Patrick Ness, dem ersten Buch der Chaos-Walking-Trilogie, das in einer deutschen Übersetzung unter dem Titel New World: Die Flucht veröffentlicht wurde.

## Handlung
Im Jahr 2257 n. Chr. lebt Todd Hewitt in der Siedlung Prentisstown auf einem von Menschen kolonisierten Planeten, den sie New World nennen. Seit er denken kann, lebt er bei Ben und Cillian. Alle Frauen sind im Krieg gegen die Spackle, die Ureinwohner von New World, gestorben, darunter auch seine Mutter. Ihre Feinde hatten ein Virus zurückgelassen, und seit damals hören die überlebenden Männer alle Gedanken der anderen, aber auch der Tiere, Tag und Nacht. Diese kreisen in einem Strom aus bunten Bildern, Wörtern und Geräuschen, den sie „Lärm“ nennen, um ihren Kopf. Es scheint, als hätten die Männer keine Geheimnisse, und es ist niemals still in Prentisstown.
Unter all diesen Männern ist Todd der jüngste, und er hat in seinem Leben noch nie eine Frau gesehen. Das ändert sich, als Viola fernab von ihrem Heimatplaneten auf New World bruchlanden muss. Der junge Mann findet sie im Wald und beschließt, die Fremde zu beschützen.

## Produktion

### Literarische Vorlage und Filmstab

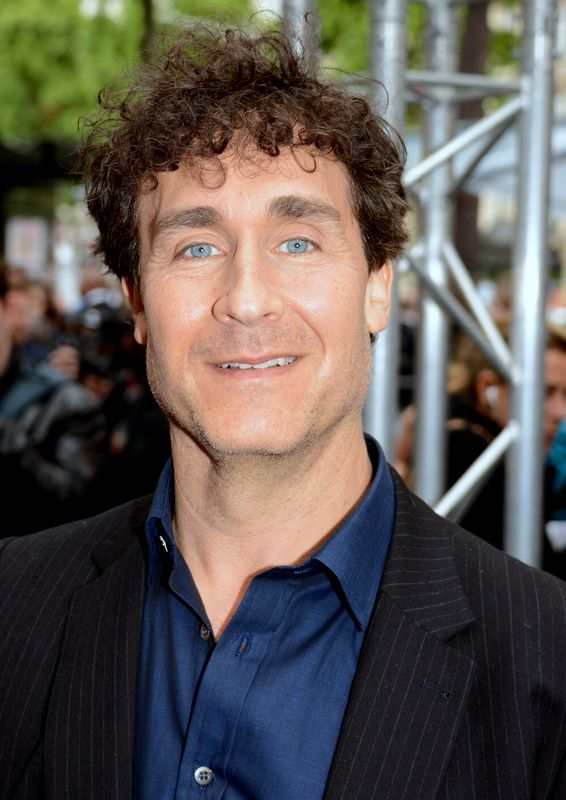
Regisseur Doug Liman

Der Film basiert auf dem Roman The Knife of Never Letting Go von Patrick Ness, das 2008 bei Walker Books veröffentlicht wurde. Es handelt sich dabei um das erste Buch der Chaos-Walking-Trilogie. In Deutschland wurde die Jugendbuch-Trilogie unter dem Titel New World veröffentlicht. The Knife of Never Letting Go wurde 2012 in einer deutschen Übersetzung unter dem Titel New World: Die Flucht veröffentlicht. Im Oktober 2011 erwarb Lionsgate Entertainment die weltweiten Vertriebsrechte für deren Filmadaption. Es handelt sich nach Sieben Minuten nach Mitternacht aus dem Jahr 2016 um das zweite Buch von Ness, das verfilmt wurde.
Nachdem Anfang 2013 noch Robert Zemeckis als Regisseur im Gespräch war, wurde im Juni 2016 bekannt, dass Doug Liman bei dem Film diese Arbeit übernimmt. Gary Spinelli, Charlie Kaufman und Jamie Linden adaptieren Ness’ Roman für den Film.

### Besetzung und Dreharbeiten
Tom Holland übernahm im Film die Rolle von Todd Hewitt, Daisy Ridley spielt die auf New World bruchgelandete Viola, und Mads Mikkelsen ist als der grausame Bürgermeister von Prentisstown in der Rolle eines Bösewichts zu sehen. Demian Bichir spielt Todds Adoptivvater Ben Moore, Kurt Sutter übernahm die Rolle seines zweiten Adoptivvaters Cillian Boyd, Nick Jonas spielt Davy Prentiss Jr., den Sohn des Bürgermeisters, und David Oyelowo ist in der Rolle von Aaron zu sehen, einem militärischen Anführer in dieser neuen Welt. Cynthia Erivo spielt Hildy und Óscar Jaenada übernimmt im Film die Rolle von Wilf.
Die Dreharbeiten wurden am 7. August 2017 in Montreal begonnen. Weitere Aufnahmen erfolgten im Vereinigten Königreich und in Island. Im November 2017 wurden die Dreharbeiten beendet. Zunächst waren für Mai 2018 Nachdrehs angekündigt worden, die allerdings aufgrund von Verpflichtungen von Holland im Marvel Cinematic Universe und von Ridley im Star-Wars-Franchise erst im Mai 2019 in Atlanta mit dem Aushilfsregisseur Fede Álvarez und einem Budget von 15 Millionen US-Dollar erfolgten.

### Marketing und Veröffentlichung
Der Film sollte ursprünglich am 28. Februar 2019 in die deutschen und am 1. März 2019 in die US-amerikanischen Kinos kommen. Später wurde der Start aus unbekannten Gründen zunächst auf 2020 und im Anschluss aufgrund der COVID-19-Pandemie auf 2021 verschoben. Ein Kinostart in Deutschland war anschließend am 4. März 2021 und in den Vereinigten Staaten am darauffolgenden Tag geplant. Aufgrund des anhaltenden Lockdowns im Zuge der Corona-Pandemie in Deutschland wurde der deutsche Starttermin erneut verschoben, zunächst auf den 1. April, später auf den 13. Mai 2021 und schließlich auf den 17. Juni 2021. Einen Monat später wurde der Film in das Programm von Sky Cinema aufgenommen. Der erste Trailer wurde im November 2020 veröffentlicht.

## Rezeption

### Einspielergebnis
Der Film spielte weltweit 26,5 Millionen Dollar ein (davon 13,3 Millionen Dollar in den Vereinigten Staaten), gegenüber einem Produktionsbudget von 100 Millionen Dollar, womit er ein großer finanzieller Misserfolg ist.

### Altersfreigabe
In den USA wurde der Film von der MPAA als PG-13 eingestuft. In Deutschland wurde er von der FSK ab 12 Jahren freigegeben.

### Kritiken
Die Kritiken waren überwiegend negativ. So wurde der Film lediglich von 21 Prozent aller bei Rotten Tomatoes erfassten Kritiker positiv bewertet und erhielt auf Metacritic einen Metascore von 38 von 100 möglichen Punkten.

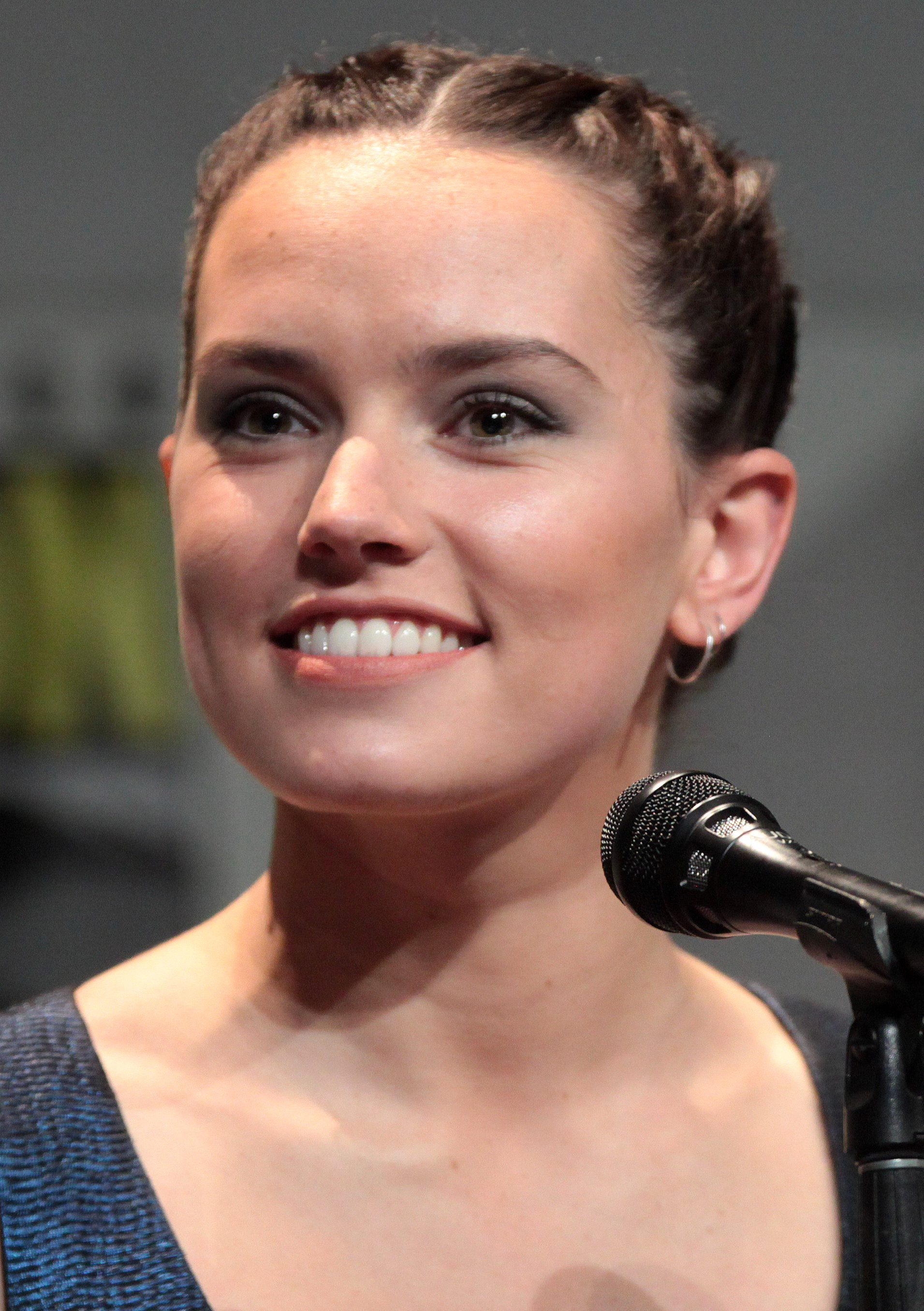
Daisy Ridley spielt Viola

Clarisse Loughrey vom Independent schreibt, mit Tom Holland, der in der Rolle von Todd oft unbeholfen mit Dingen herausplatzt, und Daisy Ridley in der Rolle von Viola seien die beiden Hauptrollen gut besetzt und holten das Beste aus dem natürlichen
Charisma heraus, das sie zu den beiden attraktiven Leads im Marvel- respektive im Star-Wars-Franchise gemacht hat.
Michael Meyns schreibt in seiner Funktion als Filmkorrespondent der Gilde deutscher Filmkunsttheater, möglicherweise wäre ein Film über die Genese von Chaos Walking spannender als der fertige Film selbst gewesen, würde so ein Making-of doch viel über das Wesen Hollywoods verraten, über den Wunsch, nach dem Riesenerfolg der Hunger Games-Filme eine neue Serie von so genannten Young Adult-Romanen zu finden, die mindestens Vorlage zu einer filmischen Trilogie sein könnten. Das größte Problem an Doug Limans High Concept-Film Chaos Walking sei, dass manche Ideen zwar auf dem Papier fantastisch sind, im Kino aber so gar nicht funktionieren. Ein gutes Dutzend Handlungsstränge würden angerissen, jedoch nicht wirklich ausgeführt, so Meyns, und allein die Chemie, die zwischen Todd und Viola entsteht, halte den Film mehr oder weniger zusammen. Mit dem eigentlich spannenden Konzept der sichtbaren Gedanken wüssten die Filmemacher allerdings so gar nichts anzufangen.
Emma Simmonds von list.co.uk schreibt, auch wenn die Adaption von Patrick Ness’ Roman weniger gelungen sei, zeichne sich der Film dennoch durch ein hochkarätiges Ensemble und einige faszinierende Ideen aus. Der „Noise“ selbst sei gewöhnungsbedürftig und schaffe eine hektische Klanglandschaft, die den Film zunächst zu einer Herausforderung mache, so Simmonds. Es sei eine Idee, die auf dem Papier eindeutig einfacher umzusetzen ist, auch wenn einige der Effekte hier genial seien.
Kevin Crust schreibt in der Los Angeles Times, konzeptionell sei „The Noise“ die erfinderische Stärke von Chaos Walking und gleichzeitig eine passende Analogie für die Informationsüberflutung in heutiger Zeit, insbesondere für junge Menschen. Es verdeutliche das Gefühl von Reizüberflutung, die es einem unmöglich macht, andere Dinge zu verarbeiten. Aber auch wenn Liman und der Supervisor für visuelle Effekte, Matt Johnson, einen angemessenen filmischen Weg gefunden hätten, „The Noise“ auf die Leinwand zu bringen, wirke sich die Kakophonie der Stimmen nachteilig auf den Film aus, insbesondere auf die Zeichnung der Figuren und den Subtext.
Fritz Göttler schreibt in der Süddeutschen Zeitung, irgendwie ähnele das alles einer klassischen Pioniergeschichte, wie man sie aus den Lederstrumpf-Romanen von James Fenimore Cooper über die Besiedlung Amerikas kenne: „Dichte Wälder, kleine Ortschaften und Farmen, autokratische Gruppenführer, die Bedrohung durch die Ureinwohner, die Natives. [...] Auch ein Prediger treibt sich herum, fanatisch, nicht ganz bei Sinnen.“ Der „Noise“ schien dabei genau das Thema von Drehbuchautor Charlie Kaufman gewesen, Kino als Psychoanalyse, das Unsichtbare sichtbar werden lassen, wie sich Gedachtes und Erinnertes, Imaginäres und Begehrtes materialisiert.